# Людина з Ламанчі (фільм)
Людина з Ламанчі (англ. Man of  La Mancha) – екранізація однойменного бродвейського мюзиклу режисера Артура Гіллера. Фільм вперше представлений 11 грудня 1972 року.

## Сюжет
За часів інквізиції в одному з міст Іспанії під час театральної вистави  був затриманий Мігель де Сервантес, її постановник. Його супроводжують до тюрми, де він, разом із своїм слугою, винен чекати на суд, який звинувачуватиме його у критиці інквізиції.
Інші ув’язнені піддають їх своєму суду та намагаються відібрати їхні речі, серед яких рукопис.  Сервантес пояснює, що він поет та прохає повернути рукопис. Зі свого боку він пропонує показати ув’язненим власну п’єсу, яка повинна також бути його захисною промовою. 
Головний герой п’єси – Алонсо Кіхана, який після читання багатьох лицарських романів уявив себе мандрівним лицарем. Він називає себе Дон Кіхотом Ламанчським та разом із своїм зброєносцем Санчо Пансою вирушає рятувати світ від зла.
На своєму шляху він зустрічає вітряк та вступає з ним у боротьбу, уявляючи його за злого велетня. Після невдалого бою Дон Кіхот прямує до постоялого двору, який у його уяві є замком. 
Там він зустрічає покоївку та повію на ім’я Альдонсо, яку називає дамою свого серця Дульсінеєю. 
Стан Алонсо Кіхани викликає занепокоєння його рідних та близьких. Невдовзі вони втілюють план, аби повернути Кіхану до реальності, але, через жорсткість їх методу, з ним трапляється нервовий зрив. 
Він не пам’ятає минулих подій, та коли Альдонса приходить його відвідати, вона нагадує йому розповіді про мрію та покликання, прагнення допомагати тим, хто цього потребує. Дон Кіхот згадує забуте та висловлює готовність до нового походу, але помирає. Проте його слова дарують Альдонсі надію на можливість кращого життя.
Після закінчення вистави ув’язнені повертають Сервантесу рукопис та він із своїм слугою уходить на суд інквізиції.

## Сприйняття
Після презентації фільм отримав неоднозначні відгуки, які, однак, відмічають щиру акторську гру Софі Лорен та Пітера О’Тула.

## Відзнаки та нагороди
Фільм був представлений до нагород:
- премією Оскар у номінації «Найкраща музика»[6],
- премією Золотий глобус у номінаціях: «Кращий актор» та «Кращий актор другого плану»[7].

Відзначений премією Національної ради з перегляду фільмів у категоріях: «Кращий актор»; «Десять кращих фільмів». 